# Masacre de São Bonifácio
La Masacre de São Bonifácio, también conocido como Masacre de Ponte, fue un asesinato en masa (o masacre), ocurrido el 29 de diciembre de 1987, en la ciudad de Marabá, de mineros de Serra Pelada por la Policía Militar de Pará con la asistencia del Ejército Brasileño. La manifestación que generó el conflicto bloqueó el acceso al Ponte Mista de Marabá y pidió la reapertura de la mina Serra Pelada.
El conflicto tiene características muy similares a la masacre de los sin tierra en Eldorado do Carajás, en 1996. Sin embargo, ocurrió casi diez años antes, en el puente sobre el río Tocantins, en el camino de las locomotoras que transportaban el mineral de Carajás a Itaqui, en Maranhão.
Esta masacre recibe este nombre debido a que ocurrió en uno de los días litúrgicos del Papa San Bonifacio I. La mayoría de los mineros eran católicos devotos, y ese día llamaron a la unidad de lucha de los trabajadores, imitando al Papa. San Bonifacio I, quien llamó a la unidad de la iglesia. Algunas fuentes se refieren al caso como la “Masacre del Puente”.

## Antecedentes
La causa probable del surgimiento de este conflicto fue la desactivación de Serra Pelada, combinada con el descontento de los mineros por las malas condiciones laborales en la mina. Por lo tanto, la manifestación, al principio pacífica, fue una forma de llamar la atención de las autoridades nacionales sobre la cuestión de la minería.
En realidad, sin embargo, la revuelta comenzó el año anterior, cuando el buscador João Edson Borges fue golpeado y asesinado por un oficial de policía. Como reacción, un policía fue asesinado y la Policía Militar acabó expulsada de Serra Pelada. A partir de entonces, los mineros recibieron amenazas de venganza.

### Protestas
Los mineros se organizaron en diciembre de 1987 y fueron a Marabá para resolver el impasse. Los mineros habían abandonado Serra Pelada en las primeras horas del día anterior. Querían que se bajara el pozo minero.
Luego de recorrer 130 kilómetros en autobús y camión, acamparon en la ciudad, sin embargo no hubo ningún movimiento político para resolver o negociar sus demandas.
Luego, aproximadamente mil mineros se trasladaron al Ponte Mista de Marabá -un tramo de la BR-155, la misma carretera donde luego ocurrió la Masacre de Eldorado do Carajás- y bloquearon el acceso a vehículos, personas y locomotoras que viajaban por el Ferrocarril. también cruza el puente), para llamar la atención sobre su manifestación. El puente bloqueado es la principal conexión entre las zonas periféricas y el centro de la ciudad, además de proporcionar conexiones por carretera y ferrocarril entre Marabá y la costa norte de Brasil. En la montaña, bajo el mando de Víctor Hugo Rosa, diez mil "hormigas" (garimpeiros) permanecían reunidas, acompañando a sus compañeros y recogiendo alimentos para los rebeldes.

## Conflicto
El entonces gobernador Hélio Gueiros ordenó a la Policía Militar que despejara el puente. El grupo del puente liderado por Jane Resende, la primera mujer líder de una mina, colocó los restos de una camioneta y grava en las vías del puente.
Quinientos soldados del 4.º batallón de la Policía Militar de Pará arrinconaron a los mineros y avanzaron por una de las cabeceras del puente, disparando contra la multitud, mientras el Ejército (soldados de la 23.ª Brigada de Infantería de Selva) cerraba el acceso a la otra cabecera. La policía disparó durante 15 minutos con ametralladoras y rifles. Muchos mineros saltaron desde la brecha de 76 metros del puente.

### Víctimas
El gobierno local informó inicialmente que dos personas murieron, pero esta cifra se corrigió posteriormente a 9. Según fuentes de la época, el número de mineros desaparecidos llegó a 79. No hubo informes de víctimas por parte de las tropas de la Policía y del Ejército.
Un minero llamado Francisco, que dijo haber visto ocho cadáveres, fue asesinado a golpes y con garrotes por un grupo de desconocidos, en el centro de Marabá, un día después de conceder una entrevista a TV Liberal. La muerte de Francisco asustó a otros testigos del conflicto y los silenció durante más de veinte años.